# シグルーン

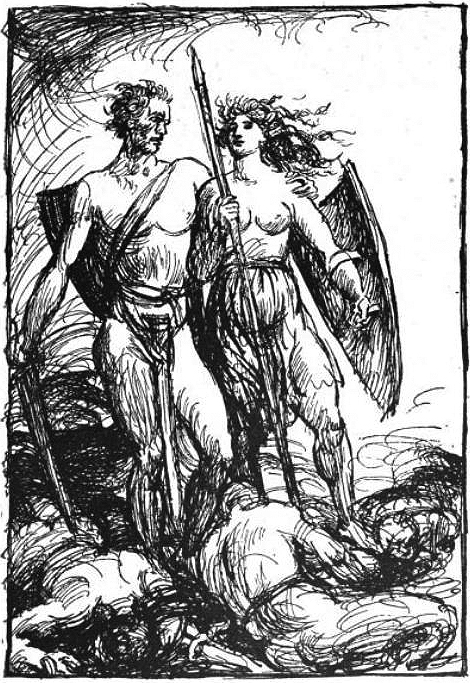
ヘルギ(Helgi Hundingsbane)に連れ添うシグルーンの挿絵。ロバート・エンゲルス作(1919)

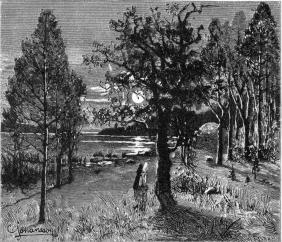
ヘルギの墓塚で待機するシグルーン

シグルーン（Sigrún、古ノルド語で「勝利のルーン」の意）は、北欧神話におけるワルキューレの一人。彼女の物語は、古エッダにある『フンディング殺しのヘルギの歌』の1と2に関連している。最初の編纂者が、彼女はスヴァーヴァの転生であるとの注釈をつけた。

## 概要
英雄ヘルギ(Helgi Hundingsbane)は、シグルーンが9人のワルキューレ部隊を率いていた時に初めて彼女と出会う。
| 15. Þá brá ljóma af Logafjöllum, en af þeim ljómum leiftrir kómu, -- -- -- hávar und hjalmum á Himinvanga, brynjur váru þeira blóði stokknar, en af geirum geislar stóðu. | 15. そのとき、 ロガフィエルから光がさし、 その光の中から 閃光がひらめいた - 大空(Himinvanga)を 兜も凛々しく 鎧は 血しぶきで汚れ、 槍先から 光がきらめいた |  |

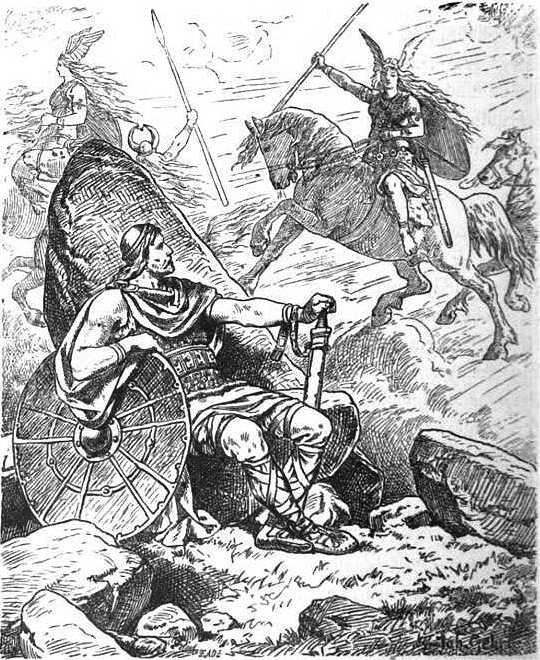
『ヘルギとシグルーン』ヨハネス・ゲールツ画(1901)

二人は恋に落ち、シグルーンは父ホグニが自分とヘズブロッド（グランマル王の息子）との婚約を結んでしまったことをヘルギに伝える。ヘルギはグランマル王国に侵入し、自分達の交際に反対する者達を斃していく。シグルーンの兄ダグルだけがヘルギに忠誠を誓うことを条件に生き残った。
しかし、ダグルは自分の兄弟達の仇を討つことが名誉により義務付けられており、オーディンを召喚するとその神が彼に槍を与える。フィヨタルランド (Fjoturlund) と呼ばれる場所でダグルはヘルギを殺し、妹のところへ引き返して自分の行いを彼女に伝えた。シグルーンはダグルに強力な呪いをかけ、その後彼は森の中で腐肉を食べて生きることを余儀なくされた。
ヘルギは塚に埋葬されるも、最後1回だけヴァルハラから戻ってきて二人は一夜の逢瀬に成功する。
シグルーンは悲嘆から早逝してしまうが、再びワルキューレとして転生する。来世で彼女はカラとなり、ヘルギはハッディンギャルの勇士ヘルギ (Helgi Haddingjaskati) となって、彼らの物語はフロームンド・グリプスソンのサガに繋がっていく。